# Canada Open 1999 - Qualificazioni doppio femminile
Le qualificazioni del doppio femminile del Canada Open 1999 sono state un torneo di tennis preliminare per accedere alla fase finale della manifestazione. I vincitori dell'ultimo turno sono entrati di diritto nel tabellone principale. In caso di ritiro di uno o più giocatori aventi diritto a questi sono subentrati i lucky loser, ossia i giocatori che hanno perso nell'ultimo turno ma che avevano una classifica più alta rispetto agli altri partecipanti che avevano comunque perso nel turno finale.

## Giocatrici

### Teste di serie
1. Lilia Osterloh /  Barbara Schwartz (ultimo turno)

1. Cristina Torrens Valero /  Marlene Weingärtner (primo turno)

### Qualificate
1. Gala León García /  María Antonia Sánchez Lorenzo

1. Magdalena Grzybowska /  Marie-Ève Pelletier

## Tabellone qualificazioni

### Legenda
| - Q = Qualificato - WC = Wild card - LL = Lucky loser | - ALT = Alternate - SE = Special Exempt - PR = Protected Ranking | - w/o = Walkover - r = Ritirato - d = Squalificato |

### Sezione 1
|  | Primo turno | Primo turno                                    | Primo turno                                    |                                                |                                 | Secondo turno | Secondo turno | Secondo turno |  |
|  |             |                                                |                                                |                                                |                                 |               |               |               |  |
|  | 1           | Lilia Osterloh Barbara Schwartz                | 8                                              |                                                |                                 |               |               |               |  |
|  | 1           | Lilia Osterloh Barbara Schwartz                | 8                                              |                                                |                                 |               |               |               |  |
|  |             | Maureen Drake Sylvia Plischke                  | 2                                              |                                                |                                 |               |               |               |  |
|  |             | Maureen Drake Sylvia Plischke                  | 2                                              | Lilia Osterloh Barbara Schwartz                | Lilia Osterloh Barbara Schwartz | 8             |               |               |  |
|  |             |                                                |                                                | Lilia Osterloh Barbara Schwartz                | Lilia Osterloh Barbara Schwartz | 8             |               |               |  |
|  |             |                                                | Gala León García María Antonia Sánchez Lorenzo | Gala León García María Antonia Sánchez Lorenzo | 9                               |               |               |               |  |
|  | WC          | Jana Nejedly Aneta Soukup                      | Gala León García María Antonia Sánchez Lorenzo | Gala León García María Antonia Sánchez Lorenzo | 9                               | 1             |               |               |  |
|  | WC          | Jana Nejedly Aneta Soukup                      |                                                |                                                |                                 |               |               |               |  |
|  |             | Gala León García María Antonia Sánchez Lorenzo | 8                                              |                                                |                                 |               |               |               |  |

### Sezione 2
|  | Primo turno                              | Primo turno                                 | Primo turno                  |                              |                                          | Secondo turno                            | Secondo turno | Secondo turno |  |
|  |                                          |                                             |                              |                              |                                          |                                          |               |               |  |
|  | Amélie Cocheteux Sarah Pitkowski         | Amélie Cocheteux Sarah Pitkowski            | 6                            |                              |                                          |                                          |               |               |  |
|  | Amélie Cocheteux Sarah Pitkowski         | Amélie Cocheteux Sarah Pitkowski            | 6                            |                              |                                          |                                          |               |               |  |
|  | Magdalena Grzybowska Marie-Ève Pelletier | Magdalena Grzybowska Marie-Ève Pelletier    | 8                            |                              |                                          |                                          |               |               |  |
|  | Magdalena Grzybowska Marie-Ève Pelletier | Magdalena Grzybowska Marie-Ève Pelletier    | 8                            |                              | Magdalena Grzybowska Marie-Ève Pelletier | Magdalena Grzybowska Marie-Ève Pelletier | 8             |               |  |
|  |                                          |                                             |                              |                              | Magdalena Grzybowska Marie-Ève Pelletier | Magdalena Grzybowska Marie-Ève Pelletier | 8             |               |  |
|  |                                          |                                             | Anne Kremer Joannette Kruger | Anne Kremer Joannette Kruger | 4                                        |                                          |               |               |  |
|  |                                          | Anne Kremer Joannette Kruger                | Anne Kremer Joannette Kruger | Anne Kremer Joannette Kruger | 4                                        | 8                                        |               |               |  |
|  |                                          |                                             |                              |                              |                                          | 8                                        |               |               |  |
|  | 2                                        | Cristina Torrens Valero Marlene Weingärtner | 3                            |                              |                                          |                                          |               |               |  |